# Nematanthus hirtellus
Nematanthus hirtellus é uma espécie de  planta do gênero Nematanthus e da família Gesneriaceae. 

## Taxonomia
A espécie foi descrita em 1972 por Hans Wiehler. 
Os seguintes sinônimos já foram catalogados:  
- Alloplectus sparsiflorus  Mart.
- Hypocyrta discolor  Lindl.
- Hypocyrta perianthomega  (Vell.) Tenore
- Nematanthus perianthomegus  (Vell.) H. E. Moore
- Orobanche perianthomega  Vell.

## Forma de vida
É uma espécie epífita e subarbustiva. 

## Descrição
Folhas com pecíolo de 3-7 cm, magenta, lâminas de 6-16 x 3-6 cm; flores com pedicelo 0,3-0,6 cm, corola com 2-3,5 cm de comprimento.  

## Conservação
A espécie faz parte da Lista Vermelha das espécies ameaçadas do estado do Espírito Santo, no sudeste do Brasil. A lista foi publicada em 13 de junho de 2005 por intermédio do decreto estadual nº 1.499-R. 

## Distribuição
A espécie é endêmica do Brasil e encontrada nos estados brasileiros de Espírito Santo e Rio de Janeiro. 
A espécie é encontrada no domínio fitogeográfico de Mata Atlântica, em regiões com vegetação de floresta ombrófila pluvial.